# Forma de govern

Formes de govern
repúbliques presidencialistes
repúbliques presidencialistes amb una presidència executiva i un sistema parlamentari
repúbliques semi-presidencialistes
repúbliques parlamentàries
monarquies constitucionals en què el monarca no exerceix poder executiu
monarquies constitucionals en què el monarca exerceix poders executius amb un parlament dèbil
monarquies absolutes
estats unipartidistes
dictadures militars

Forma de govern, forma política, règim polític, règim de govern, sistema de govern, model de govern o model polític són alguna de les diverses maneres de nomenar un concepte essencial de la ciència política i la teoria de l'Estat o dret constitucional. Fa referència al model d'organització del poder constitucional que adopta un Estat en funció de la relació existent entre els diferents poders. La manera en què s'estructura el poder polític per exercir la seva autoritat en l'Estat, coordinant totes les institucions que el formen, fa que cada forma de govern necessiti uns mecanismes de regulació que li són característics. Aquests models polítics varien d'un estat a un altre i d'una època històrica a una altra. La seva formulació se sol justificar ludint a moltes diferents causes: estructurals o idiosincràtiques (imperatius territorials, històrics, culturals, religiosos, etc.) o conjunturals (períodes de crisi econòmica, catàstrofes, guerres, perills o "emergències" de molta diferent naturalesa, buits de poder, manca de consens o de lideratge, etc.), però sempre com plasmació política d'un projecte ideològic (ideologia política).
La denominacció corresponent a la forma o model de govern (a més de referències a la forma d'Estat, que indica l'estructura territorial) sol fins i tot incorporar-se al nom o denominació oficial de l'estat, amb termes de gran diversitat i que, tot i que proporcionen certa informació sobre el que proclamen, no responen a criteris comuns que permetin definir per si sols el seu règim polític. Per exemple: República del Perú, Mèxic, Veneçuela, Espanya, Principat d'Andorra, Luxemburg, Federació Russa, Nigèria, República Popular Democràtica de Corea, Unió dels Emirats Àrabs Units, Iran o Líbia. Entre els gairebé dos-cents estats, només hi ha divuit que no afegeixen cap paraula més al seu nom geogràfic, com per exemple: Jamaica, mentre que onze només indiquen que són "estats". La forma més comuna és "república", amb 132 casos de molt diferent tipus. Les monarquies són 33 (18 d'elles "regnes").

## Tipus de classificacions
Hi ha molt diverses nomenclatures per denominar les diferents formes de govern, des dels teòrics de l'Antiguitat fins a l'edat contemporània. En l'actualitat solen utilitzar-se de forma habitual tres tipus de classificacions: 
1) El caràcter electiu o no de la direcció d'Estat defineix una classificació, entre repúbliques (electiva) i monarquies (no electiva).
2) El grau de llibertat, pluralisme i participació política defineix una altra classificació, entre sistemes democràtics, autoritaris, i totalitaris, segons permetin en major o menor grau l'exercici de la discrepància i l'oposició política o bé neguen més o menys radicalment la possibilitat de dissidència (establint un règim de partit únic, o diferents tipus de règims excepcionals, com les dictadures o les juntes militars); Al seu torn el sistema electoral pel qual en els sistemes participatius s'expressa la voluntat popular ha tingut molt diverses conformacions històriques (democràcia directa o assembleària, democràcia indirecta o representativa, sufragi censitari o restringit, sufragi universal masculí o d'ambdós sexes, diferents determinacions de la majoria d'edat, segregació racial, inclusió o no dels immigrants, i altres), així com molt diferents maneres d'alterar o desvirtuar (burg podrit, gerrymandering, frau electoral, tupinada).
3) La relació existent entre la direcció de l'estat, el govern i el parlament defineix una altra classificació més, entre presidencialisme i parlamentarisme (amb molts graus o formes mixtes entre un i altre).
Aquestes tres classificacions no són excloents, sinó que es complementen, de manera que una república pot ser democràtica (Estats Units o Sud-àfrica) o totalitària (la Xina o Cuba), una democràcia republicana pot ser parlamentària (Alemanya o l'Índia) o presidencialista (França o Argentina), i una monarquia pot ser democràtica i parlamentària (Regne Unit o Japó), no democràtica (Aràbia Saudita o Ciutat del Vaticà) o situar-se en posicions intermèdies (Marroc), molt habitualment qualificades de forma més o menys anacrònica amb termes propis de les formes històriques de la monarquia (monarquia feudal, monarquia autoritària, monarquia absoluta).

## Classificació de les formes de govern segons l'estructura política actual
Com a subdisciplina de les ciències polítiques, l'estudi de l'organització política i de les institucions polítiques és una ciència comparativa i especialitzada, i en constant actualització. No existeix una classificació fixa i exhaustiva de les diverses formes de govern atès llur variabilitat. La divisió tradicional dels governs ha estat la dicotomia entre "democràcia" i "dictadura" i no pas una topologia amb múltiples possibilitats. La majoria dels investigadors s'enfoquen en l'estudi especialitzat i comparatiu de dos o tres diferents tipus de règims. Els expertes en els sistemes electorals permeten definir i comparar els diversos sistemes d'elecció dels poders de govern d'un règim determinat o independentment del règim. Així, una altra dicotomia per classificar les formes de govern és "república" i "monarquia", independentment de la forma d'organització governamental nacional i regional, o del grau de democràcia dels estats.

### Sistemes republicans
Una república és una organització d'un estat en què tots els càrrecs públics són escollits democràticament. No obstant alguns governs dictatorials, unipartidistes sovint utilitzen el terme "república" per referir-se al règim de govern encara que els funcionaris públics no siguin elegits de manera democràtica. Les llistes següents inclouen a totes les repúbliques segons el seu règim intern constitucional independentment que s'hagin elegit democràticament o no.

#### Parlamentarisme
El parlamentarisme és un sistema d'organització política en què la branca executiva del govern depèn del suport directe o indirecte del parlament, sovint expressat per mitjà d'un vot de confiança. El poder executiu dels sistemes parlamentaris prové i depèn del poder legislatiu; el cap de govern (anomenat "primer ministre") sovint és el líder del partit o coalició amb major representació en el parlament o cos legislatiu. Existeix també un cap d'Estat independent (anomenat "president") amb poders limitats, simbòlics o merament cerimonials. Els següents estats són repúbliques parlamentàries:
| - Europa - Albània - Alemanya - Àustria - Bulgària - Croàcia - Eslovàquia - Eslovènia - Estònia - Finlàndia | - Grècia - Hongria - Irlanda - Islàndia - Itàlia - República Txeca - Letònia - Lituània - Macedònia del Nord - Malta | - Polònia - Portugal - Suïssa - Àsia - Bangladesh - Índia - Iraq - Israel - Singapur - Timor Oriental | - Turquia - Àfrica - Maurici - Etiòpia - Amèrica - Dominica - Trinitat i Tobago - Oceania - Fiji - Vanuatu |  |

#### Presidencialisme
Els sistemes presidencialistes tenen una clara separació de poders de govern; l'executiu és elegit de manera independent de la branca legislativa, la qual sovint es coneix com a "congrés". El cap de govern és alhora cap d'estat (anomenat "president") i, per tant, no existeix el càrrec de primer ministre. Els següents estats són repúbliques presidencialistes:
| - Europa - Belarús - Montenegro - Sèrbia - Xipre - Àsia - Afganistan - Armènia - Azerbaidjan - Filipines - Geòrgia - Indonèsia - Kazakhstan - República de Corea - Kirguizstan - Maldives - Tadjikistan - Turkmenistan | - Uzbekistan - Àfrica - Benín - Botswana - Burkina Faso - Burundi - Camerun - Comores - Costa d'Ivori - Djibouti - Guinea Equatorial - Gabon - Gàmbia - Ghana - Guinea - Guinea Bissau - Kenya | - Libèria - Madagascar - Malawi - Mali - Mauritània - Moçambic - Namíbia - Níger - Nigèria - Repúbl. Centreafricana - Rep. Dem. del Congo - República del Congo - Ruanda - Senegal - Seychelles - Sierra Leone - Sudan | - Tanzània - Togo - Tunísia - Txad - Uganda - Zàmbia - Zimbàbue - Amèrica - Argentina - Bolívia - Brasil - Colòmbia - Costa Rica - El Salvador - Equador - Estats Units - Guatemala | - Hondures - Mèxic - Nicaragua - Panamà - Paraguai - Perú - República Dominicana - Surinam - Uruguai - Veneçuela - Xile - Oceania - Kiribati - Illes Marshall - Micronèsia - Nauru - Palau |

#### Semipresidencialisme
En els sistemes semipresidencialistes existeix un primer ministre i un president. A diferència dels sistemes parlamentaris el president no és una figura cerimonial, sinó que té alguns poders executius i s'encarrega d'algunes àrees del govern. El president sovint s'elegeix de manera separada de la branca legislativa. Les següents són repúbliques semipresidencialistes (s'hi inclouen governs de pobles que aspiren a la independència i que són reconeguts per la comunitat internacional):
| - Europa - Bòsnia i Hercegovina - França - Moldàvia - Romania | - Rússia - San Marino - Ucraïna - Àsia - Iemen | - Líban - Mongòlia - Pakistan - Palestina - Sri Lanka | - Taiwan - Àfrica - Algèria - Angola - Cap Verd | - Egipte - Sàhara Occidental - São Tomé i Príncipe - Sud-àfrica - Amèrica - Guyana |

#### Repúbliques unipartidistes i apartidistes
Les repúbliques unipartidistes són estats no democràtics en què un partit únic té tot el poder de govern, o estats en què l'estructura del partit és alhora l'estructura del govern i que no permeten la creació d'altres partits (o si hi existeixen altres partits, tenen una representació molt limitada). Als estats apartidistes no es permet la creació de cap partit polític. Les següents són repúbliques unipartidistes:
- Amèrica
- Cuba (Partit Comunista de Cuba)
- Àfrica
- Eritrea (Front Popular per la Democràcia i la Justícia)
- Àsia
- Corea del Nord (Partit dels Treballadors de Corea)
- Laos (Partit Popular Revolucionari)
- República Popular de la Xina (Partit Comunista de la Xina)
- Síria (Partit Àrab Socialista Ba'ath)
- Turkmenistan (Partit Democràtic de Turkmenistan)
- Vietnam (Partit Comunista de Vietnam)

### Monarquies
Les monarquies són sistemes de govern en què el cap d'estat no és elegit de manera democràtica (sovint és un càrrec hereditari).

#### Monarquies constitucionals
En les monarquies constitucionals el monarca és el cap d'estat amb poders molt limitats o merament simbòlics o cerimonials que exerceix la seva autoritat per mitjà del cap de govern (anomenat «primer ministre» o, més rarament, «president del govern») el qual és el líder del partit o coalició amb major representació en el parlament o cos legislatiu electe democràticament. Per tant, les monarquies constitucionals no difereixen en res de les repúbliques parlamentàries, llevat del fet que el cap d'estat no és escollit de manera democràtica. Les següents són monarquies constitucionals o parlamentàries:
| - Europa - Andorra - Bèlgica - Dinamarca - Espanya - Luxemburg | - Noruega - Països Baixos - Suècia - Àsia - Cambodja - Japó | - Malàisia - Tailàndia - Àfrica - Lesotho - Oceania - Samoa |

#### Reialme del Commonwealth
El Reialme del Commonwealth està integrat per tots els estats el cap d'estat dels quals és el rei Carles III del Regne Unit. Ell és el monarca de cada un dels estats i, per tant, en pren el títol corresponent (i.e. rei d'Austràlia, rei del Canadà, etc.). El rei designa un Governador-General per cada estat (llevat del Regne Unit) com a representant seu amb poders executius limitats i cerimonials. El primer ministre és el cap de govern de la branca executiva de cada un dels estats del Reialme del Commonwealth, el qual prové del cos legislatiu com a líder del partit o coalició amb més representació. Llevat de l'existència del Governador-General com a representant del cap d'estat, els estats que conformen el Reialme del Commonwealth són monarquies constitucionals i de fet sistemes parlamentaris. El Reialme del Commonwealth està integrat pels següents estats:
| - Europa - Regne Unit - Amèrica - Antigua i Barbuda - Bahames - Barbados | - Belize - Canadà - Grenada - Jamaica - Saint Kitts i Nevis - Saint Lucia - Saint Vincent i les Grenadines | - Oceania - Austràlia - Nova Zelanda - Papua Nova Guinea - Salomó - Tuvalu |

#### Monarquies semi-constitucionals
Les monarquies semi-constitucionals són monarquies en què el primer ministre és el cap de govern actiu de la nació, però, el monarca encara conserva poders executius significatius que pot utilitzar a discreció. Els següents estats són monarquies semi-constitucionals: 
| - Europa - Mònaco - Liechtenstein - Àfrica - Marroc | - Àsia - Bahrain - Jordània - Kuwait - Nepal |

#### Monarquies absolutes
Les monarquies absolutes són règims monàrquics en què el monarca té el poder absolut del govern. Les següents són monarquies absolutes:
| - Àsia - Bhutan - Brunei - Emirats Àrabs Units - Oman | - Qatar - Aràbia Saudita - Àfrica - Swazilàndia - Oceania - Tonga |

### Teocràcies
Les teocràcies són estats basats en una religió d'estat en què el cap d'estat és escollit de la jerarquia religiosa. Els següents estats poden ser considerats com a teocràcies:
- Iran; de fet, Iran combina la forma presidencialista en què el president és elegit per sufragi universal, i la teocràcia, amb un líder religiós responsable de la política de l'Estat.
- Ciutat del Vaticà; el papa és elegit per un grup de cardenals de diverses regions del món designats o aprovats pels seus predecessors

### Juntes Militars
Els estats governats per juntes militars o sota control militar són:
- Àsia
- Myanmar (Birmània)
- Pakistan
- Àfrica
- Líbia
- Mauritània
- Sudan

### No classificats o en transició
Per causa dels conflictes armats recents o passats, els següents estats es troben en transició o sense classificació:
- Haití
- Somàlia

## Altra classificació segons la filosofia de govern
Aquesta classificació de les formes de govern (amb conceptes no excloents) es basa en qui és el que governa i/o la seva filosofia de govern, d'acord amb les ciències polítiques:
- Anarquisme: absència de govern o eliminació del govern jeràrquic i reglamentari. L'anarquisme ha sorgit com a proposta en estats capitalistes, comunistes i socialistes.
- Autocràcia: forma de govern en què el poder és ostentat per un sol individu. L'autocràcia inclou:
  - Dictadura
  - Tirania
  - Monarquia (incloent-hi la monarquia constitucional atès que el poder recau sobre el monarca que designa, encara que de manera cerimonial, un primer ministre o president que governa en representació seva)
  - Patriarcat i Matriarcat
  - Anocràcia
- Autoritarisme: forma de govern en què l'Estat demana obediència estricta a la seva autoritat per mitjà del control social i les polítiques opressives. L'autoritarisme es pot manifestar en les dictadures o juntes militars; als estats comunistes unipartidistes, i a les repúbliques presidencialistes o parlamentàries feixistes.
- Democràcia: forma de govern en què el poder recau sobre tot el poble. El concepte inclou la democràcia deliberativa, la democràcia directa, la democràcia representativa i la socialdemocràcia. Aquests conceptes no són excloents.
- Oligarquia: forma de govern en què el poder és ostentat per un grup privilegiat de la societat en funció de llur riquesa, llur ascendència, llur influència política o llur participació militar. Inclou les següents formes de govern:
  - Aristocràcia
  - Gerontocràcia
  - Meritocràcia
- Teocràcia: forma de govern en què el governant és el cap de la religió de l'Estat. Es manifesta als:
  - Califats
  - Ciutat del Vaticà
  - Repúbliques islàmiques
  - Sultanat

## Forma interna de govern
Independentment de la forma d'organització política dels estats, els estats poden ser classificats d'acord amb l'estructura interna dels governs de les regions que els integren (si n'hi ha). Aquesta és una llista no exhaustiva i no mútuament excloent de les formes d'organització interna:

### Estats unitaris purs
Els estats unitaris purs conformen una sola entitat amb un govern estatal únic sense cap divisió administrativa regional. L'únic estat unitari pur és Montenegro.

### Estats unitaris o centralitzats

Estats unitaris

L'estat unitari regionalitzat o estat centralitzat és un estat dividit en diverses regions que no són autònomes en llurs règims interns. Els governants de les regions són designats directament pel govern central. Els següents estats són estats centralitzats:
- Xile (dividit en 13 regions no autònomes)
- França (atès el recent augment de l'autonomia legal de les regions; és a dir l'existència d'assemblees locals, França sovint és classificada com a estat regional)
- Itàlia (atès l'existència de cinc regions autònomes, Itàlia té una classificació dual entre estat centralitzat i estat regional)
- Nova Zelanda (dividida en 12 regions i 4 autoritats unitàries)
- República Popular de la Xina (dividida en 22 províncies i 5 regions autònomes de iure, 2 municipalitats, i 2 regions especials; la majoria dels càrrecs públics no s'elegeixen de manera democràtica)
- Filipines (79 províncies agrupades en 17 regions, només 1 té un estatus d'"autonomia").
- Sèrbia
- Països Baixos (amb una classificació dual com a estat regional i estat federat amb les Antilles Neerlandeses i Aruba)

### Estats regionals o descentralitzats
Els estats regionals o descentralitzats són estats amb un passat centralista, però que progressivament han atorgat major autonomia i sobirania a les diverses regions que els conformen. El grau d'autonomia varia depenent de l'estat, i si el grau d'autonomia és prou elevat els estats regionals són federacions de facto. En aquest cas l'única diferència entre l'estat federat i l'estat regional és l'origen de les atribucions: als estats regionals el govern central ha retornat o cedit alguns drets i capacitats de govern a la regió, mentre que als estats federats són les regions les que han cedit algunes de llurs atribucions al poder central. Atès que el grau d'autonomia pot variar substancialment amb el temps, aquesta classificació no és excloent i sovint és molt ambigua; és a dir, alguns estats que han permès el desenvolupament d'assemblees regionals locals amb poders molt limitats encara són considerats estats centralitzats (com França); d'altres han permès un elevat grau d'autonomia (com ara Espanya i el Regne Unit), i d'altres ja s'han convertit en federacions en tot el sentit de la paraula (com Bèlgica). Si les regions reben l'autonomia que gaudien en el passat (com a dret històric), el procés de descentralització sovint és anomenat "procés de devolució".

### Estats federats

Estats federats del món

Les federacions són estats conformats per entitats sobiranes i autònomes. L'estatus autònom d'aquestes entitats no pot ser alterat de manera unilateral pel govern central (encara que n'hi ha d'excepcions, com ara Argentina, el govern de la qual ha intervingut en diverses ocasions a les províncies). Els següents estats són federacions:
- Argentina (23 províncies i 1 ciutat autònoma)
- Austràlia (6 estats i 2 territoris)
- Àustria (9 estats)
- Bèlgica (Flandes, Valònia i Brussel·les capital)
- Bòsnia i Hercegovina (federació de Bòsnia i Hercegovina i la Republika Srpska)
- Brasil (26 estats i un Districte federal)
- Canadà (10 províncies i 3 territoris)
- Comores (Anjuouan, Grande Comore i Mohéli)
- Etiòpia
- Micronèsia (Chuuk, Kosrae, Pohnpei i Yap)
- Alemanya (16 estats o länder)
- Índia (28 estats i 7 territoris de la unió)
- Malàisia (13 estats i 3 territoris federals)
- Mèxic (31 estats i un Districte federal)
- Països Baixos (una federació dels estats unitaris dels Països Baixos, les Antilles Neerlandeses i Aruba)
- Nigèria (36 estats)
- Pakistan (4 províncies i 1 territori)
- Palau (16 estats)
- Rússia (88 subjectes)
- Saint Kitts i Nevis
- Suïssa (26 cantons)
- Emirats Àrabs Units (7 emirats)
- Estats Units d'Amèrica (50 estats, el Districte de Colúmbia, i altres territoris i dependències)
- Veneçuela (23 estats i 1 Districte Capital)